# Alma Dhespollari
Alma Dhespollari (ur. 1976) – albańska lekkoatletka, tyczkarka.

## Rekordy życiowe
- Skok o tyczce – 2,60 (8 maja 2010, Patras) rekord Albanii